# (4314) Dervan
(4314) Dervan – planetoida z głównego pasa planetoid okrążająca Słońce w ciągu 4,18 lat w średniej odległości 2,59 au. Odkryli ją Eleanor Helin i Schelte Bus 25 czerwca 1979 roku w Obserwatorium Siding Spring. Została nazwana na cześć Petera Dervana (ur. 1945) – profesora chemii w California Institute of Technology.